# Rohînea, Horodenka
Rohînea (în ucraineană Рогиня) este un sat în comuna Ostriveț din raionul Horodenka, regiunea Ivano-Frankivsk, Ucraina.

## Demografie
Componența lingvistică a localității Rohînea
     Ucraineană (99,8%)
Conform recensământului din 2001, majoritatea populației localității Rohînea era vorbitoare de ucraineană (99,8%), existând în minoritate și vorbitori de alte limbi.